# Waalse Gewestraad (samenstelling 1991-1995)
Dit is de lijst van de leden van de Waalse Gewestraad in de legislatuur 1991-1995. De Waalse Gewestraad was de voorloper van het Waals Parlement en werd nog niet rechtstreeks verkozen.
De legislatuur 1991-1995 telde 104 leden. Dit waren de 70 leden van de Franse taalgroep uit de Kamer van volksvertegenwoordigers verkozen bij de verkiezingen van 24 november 1991 en de 34 rechtstreeks gekozen leden van de Franse taalgroep uit de Belgische Senaat, eveneens verkozen op 24 november 1991. De Franstalige verkozenen voor de kieskring Brussel hoorden daar niet bij, omdat deze kieskring niet tot het Waals Gewest behoort.
De legislatuur ging van start op 8 januari 1992 en eindigde op 12 april 1995.
De Waalse Gewestraad controleerde die legislatuur de werking van de Waalse regering-Spitaels (januari 1992 - januari 1994) en de regering-Collignon I (januari 1994 - juni 1995). Beide regeringen steunden op een meerderheid van PS en PSC. De oppositie bestond dus uit PRL en Ecolo.

## Samenstelling
| Fractie | Fractie | Zetels |
| ------- | ------- | ------ |
|         | PS      | 47     |
|         | PSC     | 24     |
|         | PRL     | 20     |
|         | Ecolo   | 13     |

## Lijst van de parlementsleden
| Volksvertegenwoordiger      | Partij | Kieskring                                   | Opmerkingen                                                                                              |
| --------------------------- | ------ | ------------------------------------------- | --- |
| Bernard Anselme             | PS     | Namen-Dinant-Philippeville                  | |
| Yvon Biefnot                | PS     | Bergen-Zinnik                               | |
| Colette Burgeon             | PS     | Bergen-Zinnik                               | |
| Willy Burgeon               | PS     | Charleroi-Thuin                             | Parlementsvoorzitter.                                                                                    |
| Philippe Busquin            | PS     | Charleroi-Thuin                             | |
| José Canon                  | PS     | Charleroi-Thuin                             | |
| Guy Charlier                | PS     | Aarlen-Marche-Bastenaken-Neufchâteau-Virton | |
| Guy Coëme                   | PS     | Hoei-Borgworm                               | |
| Jacques Collart             | PS     | Charleroi-Thuin                             | Voorzitter van de commissie Openbare Werken tot 25 februari 1994 en secretaris vanaf 25 februari 1994.   |
| Jean-Maurice Dehousse       | PS     | Luik                                        | |
| Jean-Marc Delizée           | PS     | Namen-Dinant-Philippeville                  | Vervangt vanaf 24 juni 1993 Roger Delizée, die de nationale politiek verlaat.                            |
| François Dufour             | PS     | Doornik-Aat-Moeskroen                       | |
| Claude Eerdekens            | PS     | Namen-Dinant-Philippeville                  | |
| André Flahaut               | PS     | Nijvel                                      | Vervangt vanaf 26 juli 1994 Valmy Féaux, die provinciegouverneur van Waals-Brabant wordt.                |
| Gil Gilles                  | PS     | Namen-Dinant-Philippeville                  | |
| Marc Harmegnies             | PS     | Charleroi-Thuin                             | |
| Yvon Harmegnies             | PS     | Bergen-Zinnik                               | |
| Jean-Pol Henry              | PS     | Charleroi-Thuin                             | Voorzitter van de PS-fractie.                                                                            |
| Charles Janssens            | PS     | Luik                                        | Voorzitter van de commissie Leefmilieu, Natuurlijke Bronnen en Landbouw tot 25 januari 1994.             |
| Jean-Marie Léonard          | PS     | Luik                                        | |
| Anne-Marie Lizin            | PS     | Hoei-Borgworm                               | |
| Charles Minet               | PS     | Luik                                        | |
| Jean Namotte                | PS     | Luik                                        | |
| Laurette Onkelinx           | PS     | Luik                                        | |
| Jean-Pierre Perdieu         | PS     | Doornik-Aat-Moeskroen                       | |
| Francis Poty                | PS     | Charleroi-Thuin                             | |
| Jacques Santkin             | PS     | Aarlen-Marche-Bastenaken-Neufchâteau-Virton | Secretaris van 19 maart 1992 tot 25 januari 1994.                                                        |
| Robert Urbain               | PS     | Bergen-Zinnik                               | |
| Alain Van der Biest         | PS     | Luik                                        | |
| Léon Walry                  | PS     | Nijvel                                      | Voorzitter van de commissie Leefmilieu, Natuurlijke Bronnen en Landbouw vanaf 22 maart 1994.             |
| Yvan Ylieff                 | PS     | Verviers                                    | |
| André Bertouille            | PRL    | Doornik-Aat-Moeskroen                       | |
| Etienne Bertrand            | PRL    | Charleroi-Thuin                             | |
| André Damseaux              | PRL    | Verviers                                    | Voorzitter van de commissie Binnenlandse Aangelegenheden, Ambtenarenzaken en Begroting.                  |
| Didier Reynders             | PRL    | Luik                                        | Vervangt vanaf 13 januari 1993 Janine Delruelle, die rechter van het Arbitragehof wordt.                 |
| Daniel Ducarme              | PRL    | Charleroi-Thuin                             | |
| Antoine Duquesne            | PRL    | Aarlen-Marche-Bastenaken-Neufchâteau-Virton | |
| Daniel Bacquelaine          | PRL    | Luik                                        | Vervangt vanaf 26 juli 1994 Jean Gol, die lid wordt van het Europees Parlement.                          |
| Pierre Hazette              | PRL    | Hoei-Borgworm                               | |
| Etienne Knoops              | PRL    | Charleroi-Thuin                             | |
| Serge Kubla                 | PRL    | Nijvel                                      | Voorzitter van de PRL-fractie vanaf 28 februari 1992.                                                    |
| Louis Michel                | PRL    | Nijvel                                      | Voorzitter van de PRL-fractie tot 28 februari 1992.                                                      |
| Guy Pierard                 | PRL    | Bergen-Zinnik                               | |
| Guy Saulmont                | PRL    | Namen-Dinant-Philippeville                  | |
| Jean-Marie Severin          | PRL    | Namen-Dinant-Philippeville                  | |
| Pierre Beaufays             | PSC    | Namen-Dinant-Philippeville                  | |
| Philippe Charlier           | PSC    | Charleroi-Thuin                             | Voorzitter van de commissie Transport, Ruimtelijke Ordening en Erfgoed.                                  |
| Anne-Marie Corbisier-Hagon  | PSC    | Charleroi-Thuin                             | |
| Jean-Pierre Detremmerie     | PSC    | Doornik-Aat-Moeskroen                       | |
| Albert Gehlen               | PSC    | Verviers                                    | |
| Jean-Pierre Grafé           | PSC    | Luik                                        | |
| Ghislain Hiance             | PSC    | Luik                                        | Ondervoorzitter.                                                                                         |
| Guy Hollogne                | PSC    | Bergen-Zinnik                               | |
| Raymond Langendries         | PSC    | Nijvel                                      | |
| Michel Lebrun               | PSC    | Namen-Dinant-Philippeville                  | |
| Albert Liénard              | PSC    | Bergen-Zinnik                               | |
| Charles-Ferdinand Nothomb   | PSC    | Aarlen-Marche-Bastenaken-Neufchâteau-Virton | |
| Jean-Pol Poncelet           | PSC    | Aarlen-Marche-Bastenaken-Neufchâteau-Virton | |
| Georges Sénéca              | PSC    | Doornik-Aat-Moeskroen                       | |
| René Thissen                | PSC    | Verviers                                    | |
| Melchior Wathelet           | PSC    | Verviers                                    | |
| José Brisart                | Ecolo  | Bergen-Zinnik                               | Secretaris.                                                                                              |
| Marcel Cheron               | Ecolo  | Nijvel                                      | |
| Philippe Dallons            | Ecolo  | Charleroi-Thuin                             | |
| Philippe Defeyt             | Ecolo  | Namen-Dinant-Philippeville                  | |
| René Dejonckheere           | Ecolo  | Doornik-Aat-Moeskroen                       | |
| Thierry Detienne            | Ecolo  | Luik                                        | |
| Jean Thiel                  | Ecolo  | Luik                                        | Vervangt vanaf 1 juni 1994 Jacky Morael, die secretaris-generaal van Ecolo wordt.                        |
| Jean-Pierre Viseur          | Ecolo  | Bergen-Zinnik                               | |
| Maurice Minne               | PS     | Nijvel                                      | Vervangt vanaf 7 februari 1995 Jacky Marchal, die gedeputeerde van de provincie Waals-Brabant wordt.     |
| Charles Aubecq              | PRL    | Nijvel                                      | Secretaris.                                                                                              |
| Jacques Liesenborghs        | Ecolo  | Nijvel                                      | Voorzitter van de commissie Sociale Actie, Huisvesting en Gezondheid.                                    |
| Elio Di Rupo                | PS     | Bergen-Zinnik                               | |
| Freddy Deghilage            | PS     | Bergen-Zinnik                               | Vervangt vanaf 26 juli 1994 Edgard Hismans, die om gezondheidsredenen ontslag neemt.                     |
| Willy Taminiaux             | PS     | Bergen-Zinnik                               | |
| Jacques Lefevre             | PSC    | Bergen-Zinnik                               | Voorzitter van de PSC-fractie vanaf 24 januari 1992.                                                     |
| Pol-Gustave Boël            | PRL    | Bergen-Zinnik                               | |
| André Baudson               | PS     | Charleroi-Thuin                             | |
| René Borremans              | PS     | Charleroi-Thuin                             | Voorzitter van de commissie Technologische Ontwikkeling, Wetenschappelijk Onderzoek, Werk en Opleiding.  |
| Philippe Maystadt           | PSC    | Charleroi-Thuin                             | |
| Marceau Mairesse            | PSC    | Charleroi-Thuin                             | |
| Jacqueline Mayence-Goossens | PRL    | Charleroi-Thuin                             | |
| Jan Meesters                | Ecolo  | Charleroi-Thuin                             | |
| Guy Spitaels                | PS     | Doornik-Aat-Moeskroen                       | |
| Michèle Delannoy            | PS     | Doornik-Aat-Moeskroen                       | Vervangt vanaf 7 februari 1995 Roger Henneuse, die rechter aan het Arbitragehof wordt.                   |
| Jean-Paul Snappe            | Ecolo  | Doornik-Aat-Moeskroen                       | |
| Michel Daerden              | PS     | Luik                                        | Secretaris tot 19 maart 1992.                                                                            |
| Gustave Hofman              | PS     | Luik                                        | Ondervoorzitter.                                                                                         |
| Guy Mathot                  | PS     | Luik                                        | |
| Georges Flagothier          | PSC    | Luik                                        | |
| Philippe Monfils            | PRL    | Luik                                        | |
| José Daras                  | Ecolo  | Luik                                        | Voorzitter van de Ecolo-fractie.                                                                         |
| Germain Dufour              | Ecolo  | Luik                                        | |
| Robert Collignon            | PS     | Hoei-Borgworm                               | |
| Yves de Seny                | PSC    | Hoei-Borgworm                               | Secretaris.                                                                                              |
| André Grosjean              | PS     | Verviers                                    | Voorzitter van de commissie Openbare Werken vanaf 23 maart 1994.                                         |
| Pierre Wintgens             | PSC    | Verviers                                    | Voorzitter van de commissie Economie, KMO's, Buitenlandse Betrekkingen en Toerisme.                      |
| Joseph Houssa               | PRL    | Verviers                                    | |
| Elie Deworme                | PS     | Aarlen-Marche-Bastenaken-Neufchâteau-Virton | |
| Guy Lutgen                  | PSC    | Aarlen-Marche-Bastenaken-Neufchâteau-Virton | |
| Philippe Mahoux             | PS     | Namen-Dinant-Philippeville                  | |
| Maurice Bayenet             | PS     | Namen-Dinant-Philippeville                  | Vervangt vanaf 10 maart 1995 Robert Belot, die besluit om voltijds burgemeester van Beauraing te worden. |
| Achille Debrus              | PSC    | Namen-Dinant-Philippeville                  | Vervangt vanaf 19 oktober 1994 Amand Dalem, die provinciegouverneur van Namen wordt.                     |
| Jean Barzin                 | PRL    | Namen-Dinant-Philippeville                  | |

## Commissies
Er werd een onderzoekscommissie opgericht naar problemen omtrent afvalophaling in Wallonië, met Jean-Pol Henry als voorzitter.